# 潘维莱尔
潘维莱尔（法語：Pointvillers，法語發音：[pwɛ̃vilɛʁ]）是法国杜省的一个旧市镇，属于贝桑松区。2017年，潘维莱尔与市镇蒙福尔合并为新市镇勒瓦勒。

## 地理
潘维莱尔（47°3'47"N, 5°54'5"E）面积3.81 平方千米，位于法国勃艮第-弗朗什-孔泰大區杜省，该省份为法国东部内陆省份，北起上索恩省，西接汝拉省，东部及东南部与瑞士接壤，东北部与贝尔福地区省接壤。
与潘维莱尔接壤的市镇（或旧市镇、城区）包括：利松河畔屈塞、埃谢、古苏朗代、蒙福尔、佩桑。

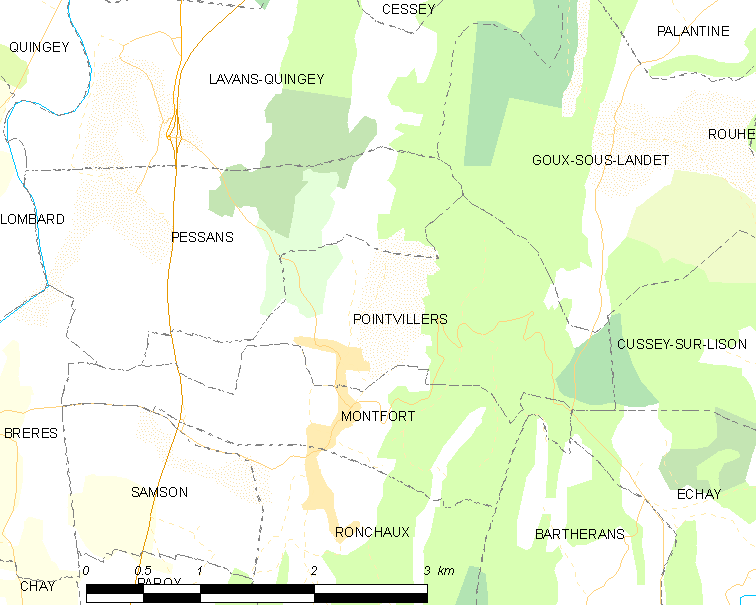
潘维莱尔的OSM定位图

潘维莱尔的时区为UTC+01:00、UTC+02:00（夏令时）。

## 行政
潘维莱尔的邮政编码为25440，INSEE市镇编码为25460。

## 政治
潘维莱尔所属的省级选区为圣维特县。

## 人口

1962-2008年间潘维莱尔人口变化图示

潘维莱尔于2013时的人口数量为142人。